# Jersey Eickhorst
Jersey Eickhorst (...) è un giocatore di football americano statunitense, che gioca come defensive back per i Graz Giants.